# Bãi cò Tiến Nông
Xã Cò là tên một đầm lầy có các thể cò sinh sống thuộc địa phận xã Tiến Nông, huyện Triệu Sơn, tỉnh Thanh Hóa.

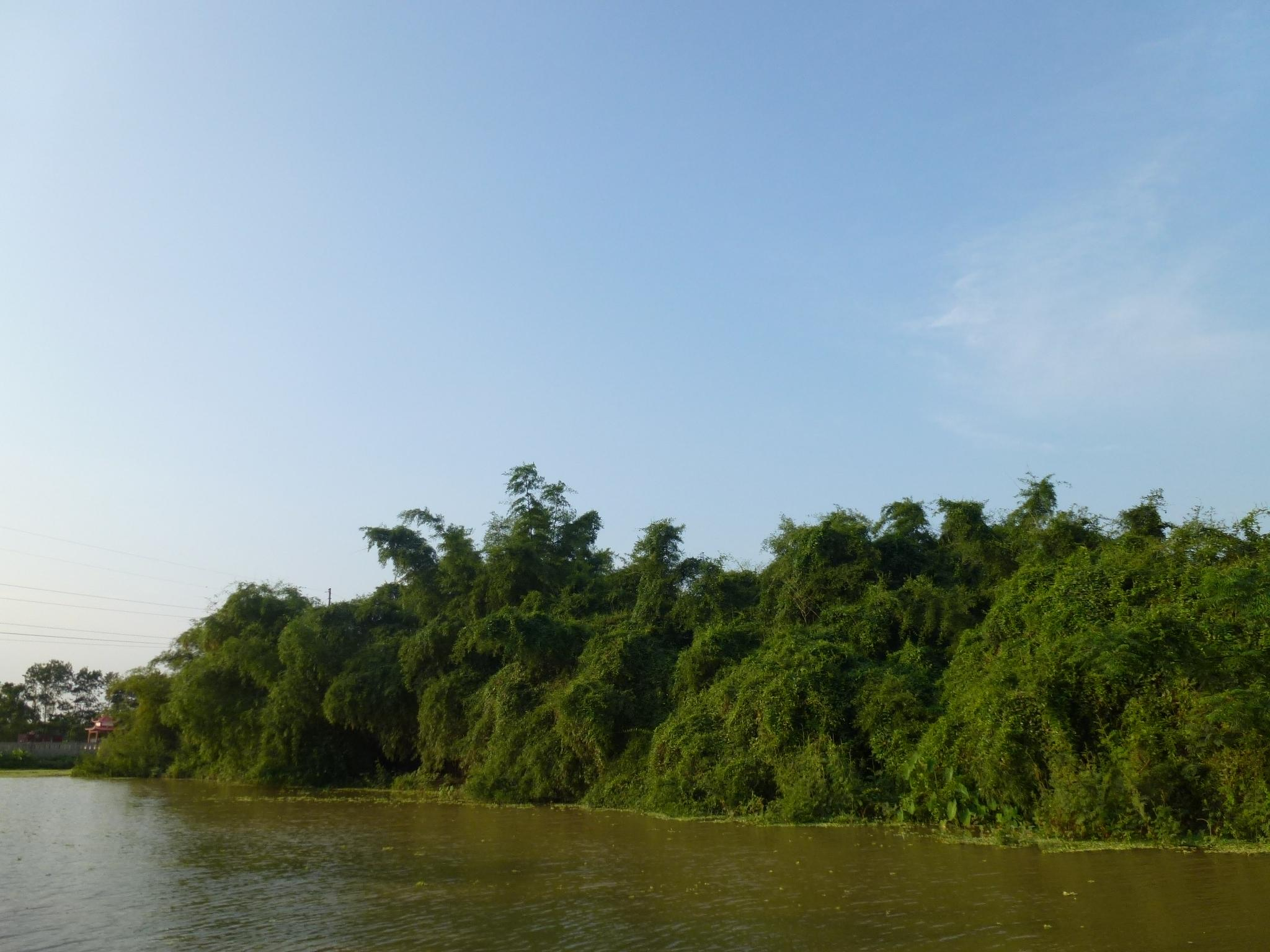
Đảo cò tại xã Tiến Nông, huyện Triệu Sơn, Thanh Hóa, Việt Nam

## Đặc điểm
Xã Cò được hình thành trên vùng đầm lầy của xã Tiến Nông. Diện tích khoảng 3 ha. Nơi đây là nơi tập trung của rất nhiều loại cò, vạc, hay vịt trời, le le, cuốc, bìm bịp, bồ câu hoang,.... Chúng sinh sống và làm tổ trên các cây tre. Chúng thường đi kiếm ăn ở các cánh đồng gần đấy. Vào mùa làm tổ có hàng vạn cá thể về đây. Đây cũng là nơi duy nhất của tỉnh Thanh Hóa có các cá thể Cò sinh sống.

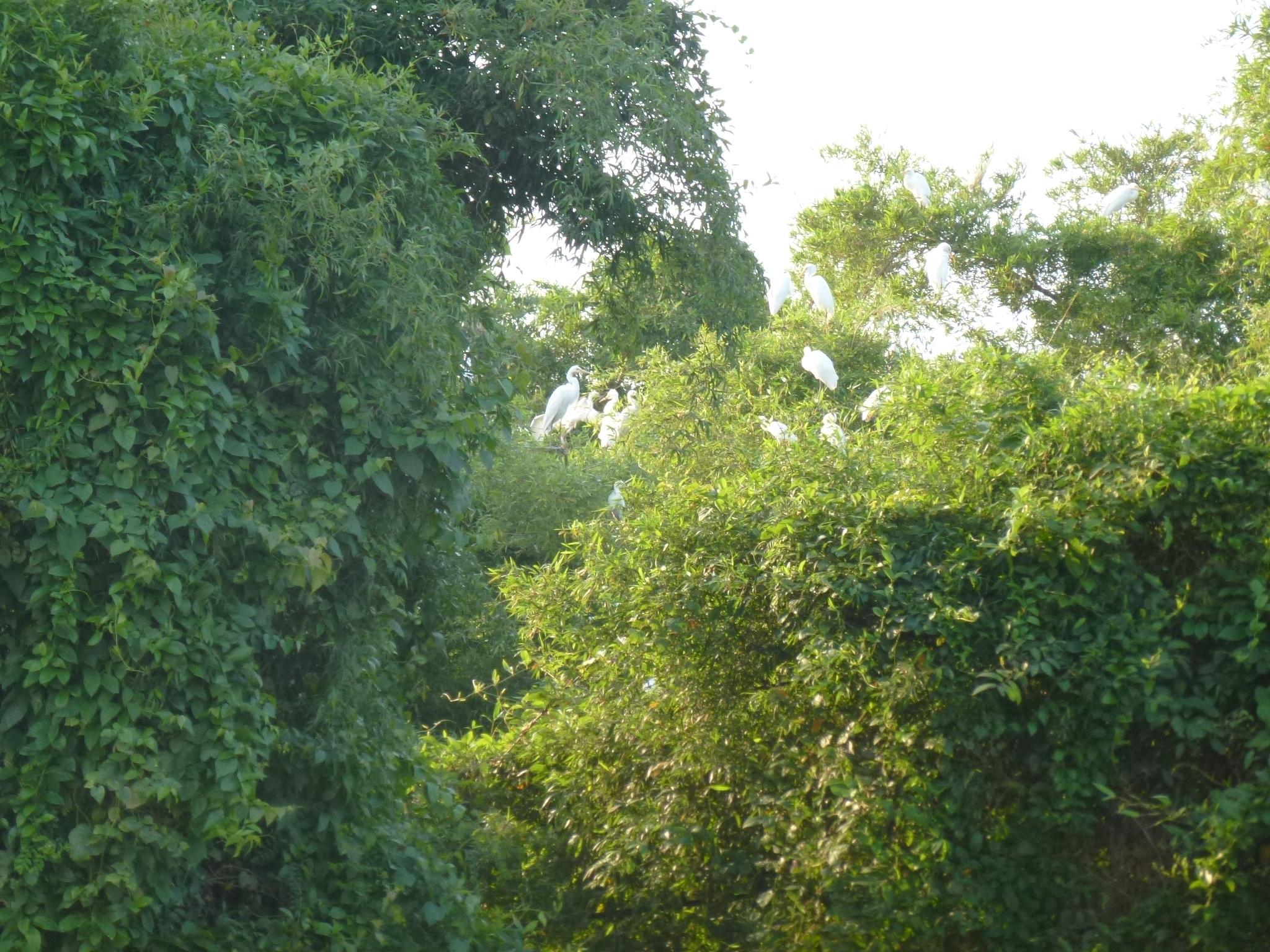
Cò đi kiếm ăn về, tại Bãi cò Tiến Nông

## Hiện trạng
Diện tích Xã Cò đang bị thu hẹp, các cá thể đang bị săn bắt nhiều cho dù nhiều chính sách đã được đưa ra. Kể từ năm 2006 số lượng cá thể về làm tổ giảm đi rõ rệt. Hiện nay chính quyền huyện Triệu Sơn đang có kế hoạch xây dựng khu du lịch sinh thái tại đây.